# Bulletin officiel du ministère de la Culture
Le Bulletin officiel du ministère de la Culture est un des bulletins officiels de l'État français. L'ensemble des directives, circulaires, notes et réponses du ministre de la Culture qui décrivent des procédures administratives ou qui présentent une interprétation du droit positif doivent faire l'objet d'une publication dans ce bulletin. Il publie également les textes réglementaires émis par les différentes directions et établissements publics du ministère de la Culture et des informations administratives et juridiques générales. 
Créé par un arrêté du 17 octobre 1980 (alors Bulletin officiel du ministère de la Culture et de la Communication), sa parution est mensuelle.